# Världens sju underverk

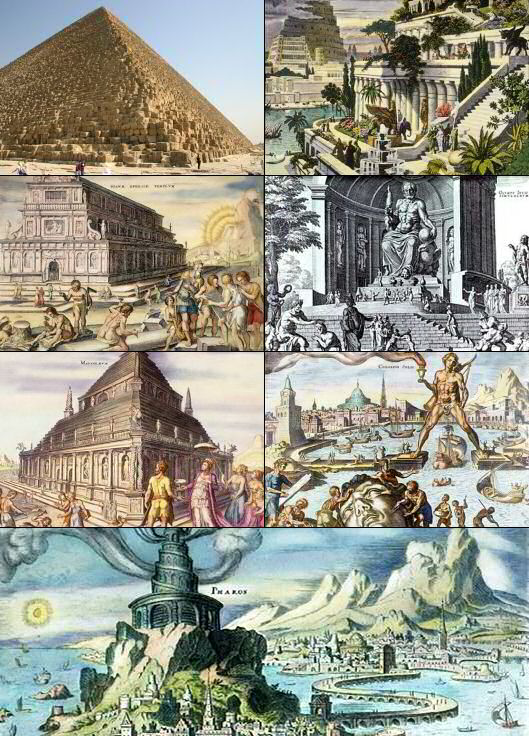
De sju underverken: Cheopspyramiden, Babylons hängande trädgårdar, Artemistemplet i Efesos, Zeusstatyn i Olympia, Mausoleet i Halikarnassos, Kolossen på Rhodos och Fyrtornet på Faros.

Världens sju underverk, även kallade antikens sju underverk, är en hävdvunnen förteckning från antiken över byggnadsverk som ansågs representera människans då största bedrifter.
I modern tid har olika personer och organisationer ett flertal gånger gjorts listor på vad som kan uppfattas som moderna sju underverk, som en form av uppdatering av konceptet. Vissa sådana listor beskrivs längre ner i denna artikel och i egna artiklar, i den mån de bedöms vara tillräckligt offentligt uppmärksammade.

## Ursprung och listningar
Upphovsman för listan brukar anges vara Antipatros från Sidon, som namngav de sju verken i en dikt (epigram) omkring 140 f.Kr. Idén går emellertid tillbaka längre i tiden, och sannolikt har det funnits tidiga förteckningar som av en eller annan orsak gått förlorade. I Antipatros lista ingår: 1. Babylons murar, 2. Zeus bildstod i Olympia, 3. Semiramis hängande trädgårdar i Babylon, 4. Kolossen på Rhodos, 5. Cheopspyramiden, 6. Mausoleet i Halikarnassos, 7. Artemis tempel i Efesos.
Den tidigaste kända referensen är från 400-talet f.Kr. och återfinns i Herodotos Historia. Under andra hälften av 200-talet f.Kr. skrev Kallimachos från Kyrene en samling om världens underverk. Denna bok förstördes dock när biblioteket i Alexandria brann ner. När och var den första ursprungliga listan uppställdes eller vilka byggnadsverk som förteckningen innehöll är alltså inte känt. En teori, grundad på det stora antalet babyloniska byggnadsverk på listan, är att den ursprungligen sammanställdes i en hellenistisk stad i det seleukidiska riket i Främre Orienten.
Flera alternativa listor har uppställts sedan Antipatros tider. Kolossen på Rhodos som förstördes under 200-talet f. Kr. hade i en lista av Martialis ersatts av Apollos altare på Delos. Kolossen på Rhodos hade dock hunnit få ryktbarhet, varför den ofta återfinns på listor även från tiden efter dess förstörelse. En lista som blev mycket spridd inom romarriket uteslöt Babylons murar och hade i stället med fyrtornet på Faros. Listorna varierar dock, i stället för fyrtornet på Faros återfinns på många listor i stället Apollos altare på Delos, Asklepiostemplet i Epidauros, labyrinten på Kreta, Athenas bronsstod på Akropolis, Kyros II:s palats eller ibland Jerusalems tempel.
Bland annat gjorde Plinius d.ä. en jämförelse mellan de olika romerska ingenjörskonsterna såsom avloppsnät och akvedukter med de grekiska byggnadsverken. Den förteckning som vi idag kallar världens sju underverk hade i stort fått sitt numera hävdvunna innehåll under medeltiden. En av de äldsta referenserna till denna förteckning är gravyrer från 1500-talet av den holländske konstnären Maerten van Heemskerck.

## Listan över antikens sju underverk
Listan som följer här är egentligen medeltida. Fyren på Faros fanns inte med i Antipatros lista (som hade Babylons murar istället), trots att den i ålder hör till samma epok som många av de övriga byggnadsverken, utan lades till på 500-talet e.Kr. av Gregorius av Tours och Filon från Bysans.
| Underverk                    | Plats (land i modern tid) | Uppfört         | Förstört                       |
| ---------------------------- | ------------------------- | --------------- | ------------------------------ |
| Cheopspyramiden              | Giza, Egypten             | 2550 f.Kr.      | Finns kvar idag                |
| Babylons hängande trädgårdar | Irak                      | 500-talet f.Kr. | Har kanske aldrig funnits      |
| Zeusstatyn i Olympia         | Olympia, Grekland         | 430 f.Kr.       | 426 e.Kr. av en brand          |
| Artemistemplet i Efesos      | Efesos, Turkiet           | 560 f.Kr.       | 263 e.Kr. av en brand          |
| Mausoleet i Halikarnassos    | Halikarnassos, Turkiet    | 360 f.Kr.       | Revs 1493-1522                 |
| Kolossen på Rhodos           | Rhodos, Grekland          | 304-292 f.Kr.   | 225 f.Kr. av ett jordskalv     |
| Fyrtornet på Faros           | Alexandria, Egypten       | 200-talet f.Kr. | Av ett jordskalv på 1300-talet |

Av de sju underverken stod två i vad som idag är Grekland, två i Egypten, två i Turkiet och ett i Irak. Det enda av underverken som överlevt till våra dagar är Cheopspyramiden, vilket också är det som byggdes först. Det underverk som klarade sig kortast tid var kolossen på Rhodos, som bara stod upprätt i 56 år innan en jordbävning förstörde den. Av de sju på listan ovan är Babylons hängande trädgårdar (även kallade "Drottning Semiramis trädgårdar") det minst kända verket - mycket lite är känt om hur byggnadsverket såg ut eller ens om det faktiskt existerat.

### Illustrationer

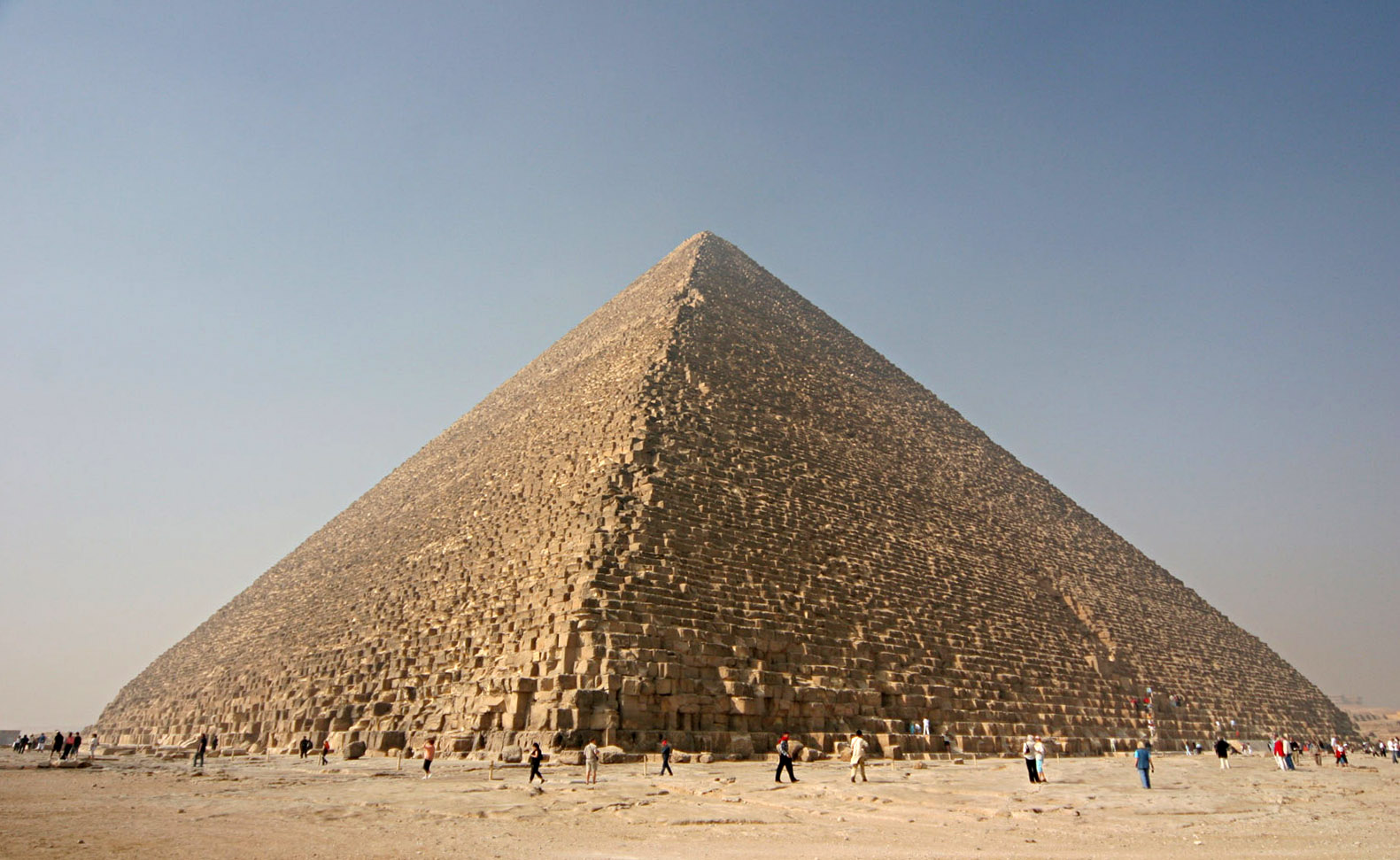
Cheopspyramiden
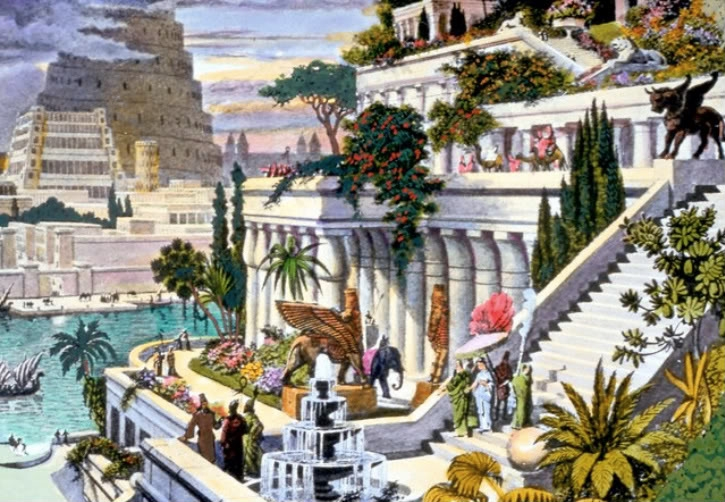
Babylons hängande trädgårdar
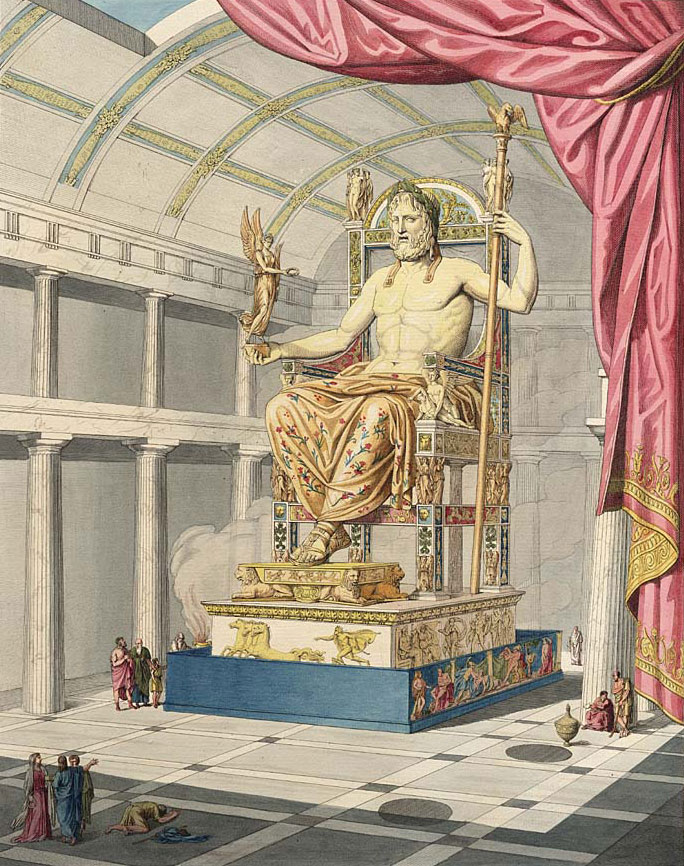
Zeusstatyn i Olympia
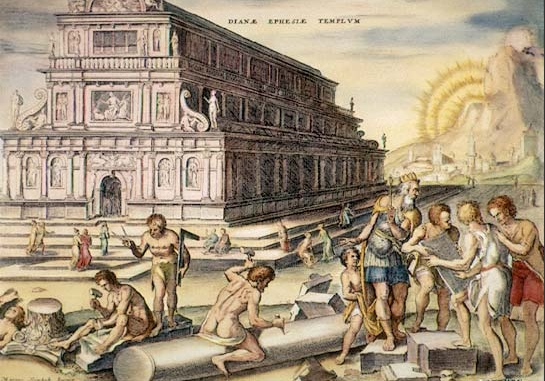
Artemistemplet i Efesos
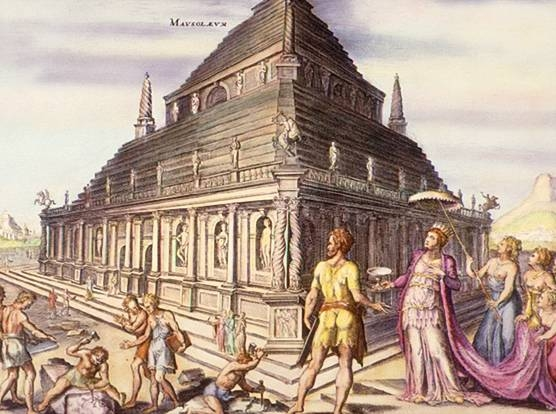
Mausoleet i Halikarnassos
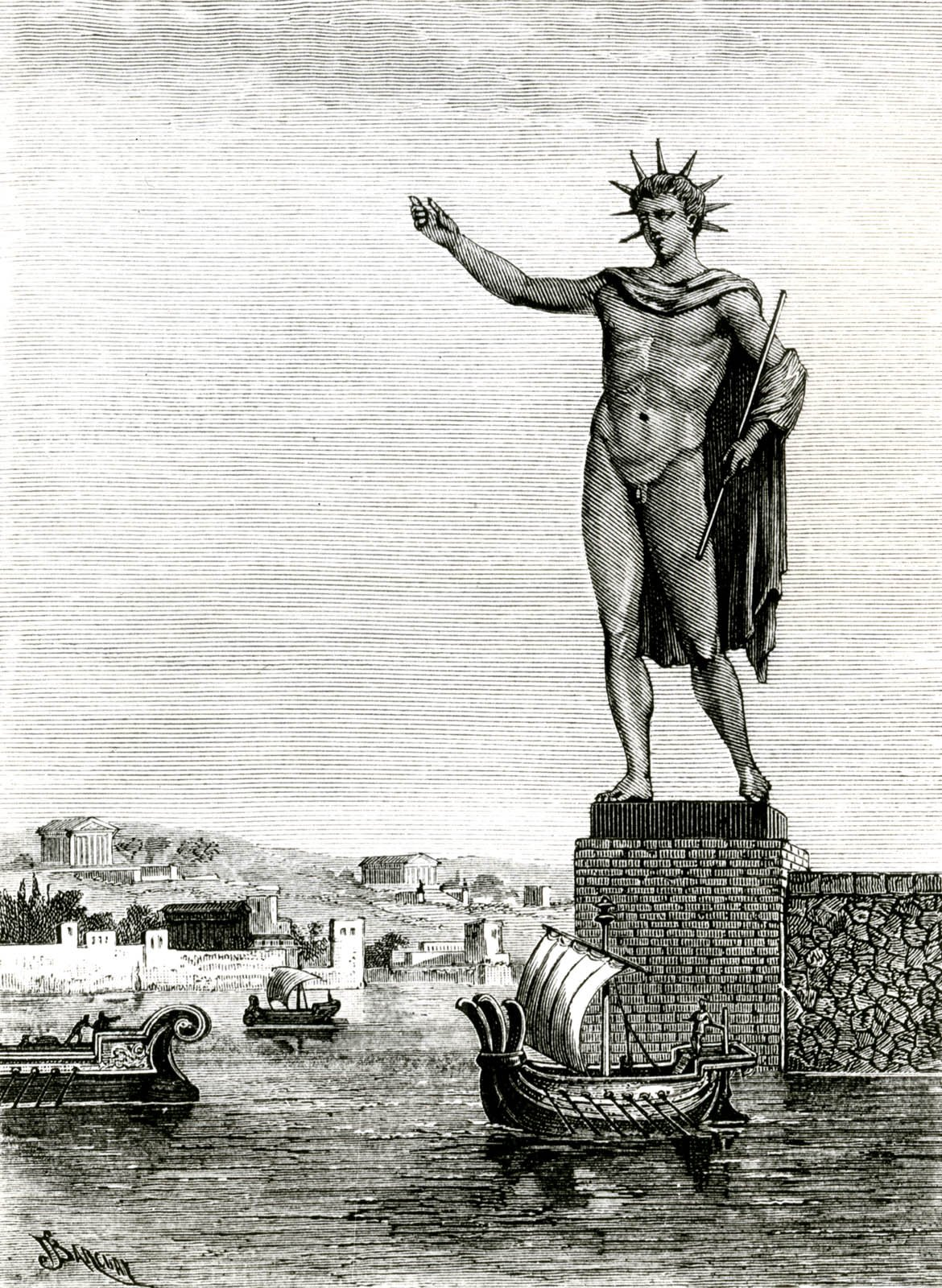
Kolossen på Rhodos
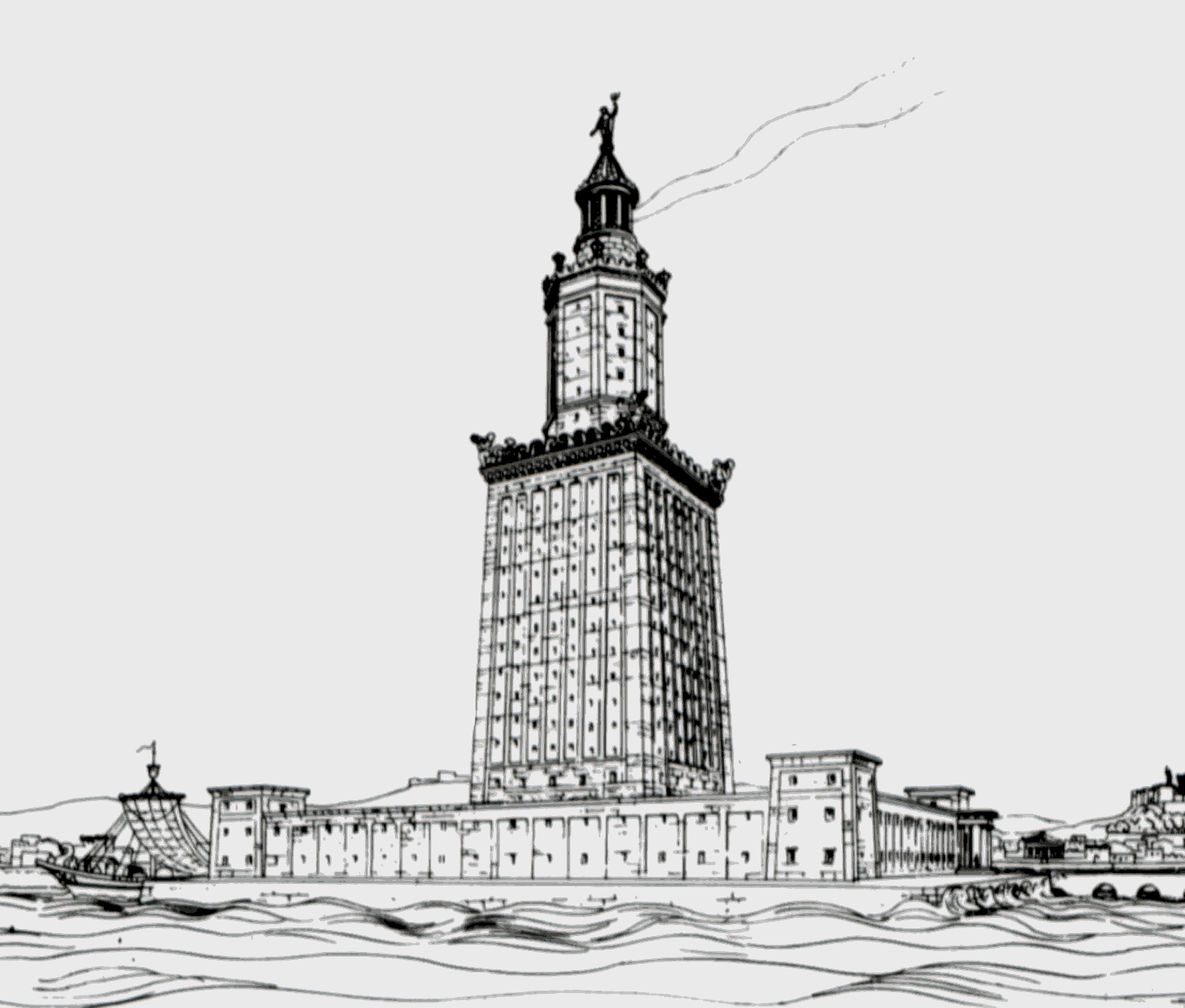
Fyrtornet på Faros

## Alternativa sju underverk i modern tid
Många gånger har man försökt enas om en lista om sju underverk i modern tid eller på annat sätt en uppdaterad lista, eftersom så många av de klassiska underverken inte längre finns kvar. Det enda återstående klassiska underverket är Cheopspyramiden.

### Lille jättens lista på nya tidens sju underverk
Det svenska uppslagsverket Lille jätten som utkom på 1940-talet, presenterade en lista på sju moderna underverk så som de sågs på den tiden: Radion, Panamakanalen, luftskeppet, flygmaskinen, radiumet, kinematografen och jättefartygen.

### Lista från American Society of Civil Engineers
American Society of Civil Engineers (Amerikanska förbundet för väg- och vattenbyggnadsingenjörer) har sammanställt en egen lista över underverk i den moderna världen: Listan presenterades 1994.
| Underverk             | Byggstart       | Färdigställt   | Plats                                                |
| --------------------- | --------------- | -------------- | ---------------------------------------------------- |
| Kanaltunneln          | 1 december 1987 | 6 maj 1994     | Doverkanalen mellan England och Frankrike            |
| CN Tower              | 6 februari 1973 | 26 juni 1976   | Toronto, Ontario, Kanada                             |
| Empire State Building | 22 januari 1930 | 1 maj 1931     | New York, New York, USA                              |
| Golden Gate-bron      | 5 januari 1933  | 27 maj 1937    | Golden Gate, norr om San Francisco, Kalifornien, USA |
| Itaipu-dammen         | Januari 1970    | 5 maj 1984     | Floden Paraná, mellan Brasilien och Paraguay         |
| Deltaprojektet        | 1953            | 10 maj 1997    | Nederländerna                                        |
| Panamakanalen         | 1 januari 1880  | 7 januari 1914 | Panamanäset, Panama                                  |

### USA Today:s "New Seven Wonders"
I november 2006 presenterade den amerikanska nationella dagstidningen USA Today och det amerikanska TV-programmet Good Morning America en lista med "New Seven Wonders" ("nya sju underverk") som hade valts ut av sex personer. Good Morning America presenterade ett under per dag under en veckas tid. Ett åttonde underverk lades till den 24 november 2006 efter synpunkter från tittare.
| Nummer | Under                                            | Plats                |
| ------ | ------------------------------------------------ | -------------------- |
| 1      | Potalapalatset                                   | Lhasa, Tibet, Kina   |
| 2      | Gamla staden i Jerusalem                         | Jerusalem, Israel    |
| 3      | Polarisen                                        | Jordens polarområden |
| 4      | Papahānaumokuākea marina nationalmonument        | Hawaii, USA          |
| 5      | Internet                                         | Jorden               |
| 6      | Mayakulturens ruiner                             | Yucatán, Mexiko      |
| 7      | Great Migration i Serengeti och Masai Mara       | Tanzania och Kenya   |
| 8      | Grand Canyon (åttonde underverk valt av tittare) | Arizona, USA         |

### Världens sju nya underverk
Världens sju nya underverk är en modern, alternativ förteckning till antikens sju underverk som på privat initiativ har röstats fram av 100 miljoner människor i en global omröstning och som tillkännagavs 7 juli 2007 i Lissabon. Till skillnad från de två ovanstående, presenterar den inte moderna underverk utan en i förhållande till den klassiska listan geografiskt mer spridd förteckning. Enligt denna lista är de "nya" underverken: 
| Underverk       | Plats                     |
| --------------- | ------------------------- |
| Chichén Itzá    | Yucatán, Mexiko           |
| Colosseum       | Rom, Italien              |
| Cristo Redentor | Rio de Janeiro, Brasilien |
| Kinesiska muren | Kina                      |
| Machu Picchu    | Cuzco, Peru               |
| Petra           | Jordanien                 |
| Taj Mahal       | Agra, Indien              |

## Världens åttonde underverk
Termen världens åttonde underverk används ibland om något som därmed anses vara så fantastiskt att det platsar bland underverken. Det har aldrig framkommit någon konsensus kring vad som skulle vara det åttonde underverket.